# Zigány Árpád
Zigány Árpád, születési nevén Zigány Gyula Árpád (Székesfehérvár, 1865. október 27. – Budapest, 1936. november 27.) újságíró, író, műfordító, Zigány Zoltán (1864–1921) író, lapszerkesztő testvére.

## Élete
Zigány Ferenc vármegyei tisztviselő, közbirtokos és Hegedűs Franciska fiaként született. Tanulmányai végeztével Fiumében postahivatalnok volt, majd éveket töltött Olaszországban mint tanár és újságíró. Később Budapesten élt. Hazatérése után a Vasárnapi Újság és A Pallas nagy lexikona belső munkatársa. 1902-ben a Magyar Közélet , 1910–1911-ben a Renaissance című folyóirat alapítója és szerkesztője lett, később a Kelet Népe munkatársa. Szerkesztette 1919-től a Képes Krónika című katolikus hetilapot is, 1926-tól pedig igazgatta a Palladis könyvkiadót.
Nagy föltűnést keltett Turris Eburnea című regénye (1895), amelyet elkoboztak, 1905-ben pedig „prof. Zeysig” álnéven írt Habsburg-ellenes brosúrája, amely miatt akkor le is tartóztatták, de 2 és fél hónapi börtön után a háromnapos per Zigány felmentésével végződött.
1904-ben Agrippina című tragédiájával megnyerte a Teleki-díjat, Shakespeare című darabja pedig a Nemzeti Színházban került színre (Fábián Gábor álnéven). Számos cikke és szépirodalmi munkája jelent meg a hazai és olasz lapokban, többek között: Budapesti Szemle (1892, Torquato Tasso új kiadása), Fővárosi Lapok (1893. 83., 84., 91., 97., 104., Az olasz lyrikusok), Élet (1893, Herondás dalaiból), Magyar Géniusz (1894. 6., Francesco-Paolo Frontini), Vasárnapi Ujság (1904. Három asszony című regény).
Francia, német, olasz nyelvből fordított szépirodalmat, ill. dolgozott át ifjúsági műveket.
Első házastársa Klein Vilma volt, Klein József és Rubinstein Hani lánya, akit 1896. október 27-én Budapesten vett nőül. Özvegy volt, amikor 1931-ben házasságot kötött Schwarz Jolánnal.

## Művei, műfordításai
Önállóan a következő művei, műfordításai jelentek meg:
- Egy apáca története (Giov. Verga ut. Egyet. Regényt.) Budapest, 1891.
- Az olasz irodalom rövid története (ford. Fenini Caesar ut. Olcsó Könyvtár.) Budapest, 1894.
- Harminc percent kamat (Serao M.(wd) ut. Athen. Olvasótára.) Budapest, 1895.
- Turris Eburnea. Budapest, 1895. (Zerdahelyi Gyula álnéven. Ism. M. Hirl. 329., Egyetértés 386., Magy. Szle 51., Pesti H. 351., Hét 52.)
- Éva (G. Verga ut. Athen. Olvasótára.) Budapest, 1895.
- Antonius és Cleopatra (Főv. Szính. Műsora). Budapest, 1898.
- Rómeo és Júlia (Főv. Szính. Műsora.) Budapest, 1898.
- Hamlet (Főv. Szính. Műsora.) Budapest, 1899.
- Lear király (Főv. Szính. Műsora.) Budapest, 1899.
- A socialismus diadala után. (Richter Jenő után. Olcsó kvt.) Budapest, 1899.
- Az énekesnő (Prévost M.) Budapest, 1899.
- A vadrózsa és egyéb történetek (Prévost M.) Budapest, 1899.
- A fekete Vénus (Prévost M.) Budapest, 1899.
- Egy párisi házasság és egyéb történetek (Prévost M.) Budapest, 1899.
- Egy khinai viszontagságai Khinában (Verne Gy.) Budapest, 1899.
- A zöld sugár (Verne Gy.) Budapest, 1899.
- A velencei kalmár (Főv. Színházak Műsora.) Budapest, 1900.
- A makrancos hölgy (Főv. Színházak Műsora.) Budapest, 1900.
- Az úszó város (Verne Gy.) Budapest, 1900.
- A szirén. (Ohnet, Egyet. Regénytár.) Budapest, 1900.
- A kárpáti várkastély (Verne.) Budapest, 1901.
- Város a levegőben (Verne.) Budapest. 1902.
- A parasztkirály (regény). Budapest, 1902.
- Egy orosz vallomásai (Vereszajev Vikentij után.) Budapest, 1902.
- A vörös talár (Brieux(wd)) Budapest, 1902. (Olcsó kvt.)
- A cetvadászok. (Verne.) Budapest, 1902.
- Doctor Ox teóriája (Verne.) Budapest, 1903.
- A két Kip testvér (Verne.) Budapest, 1904.
- Utazás a halál torkába (Conan Doyle.) Budapest, 1904.
- Hypathia (Kingsley(wd).) Budapest, 1904.
- Die ungarische Kriese und die Hohenzollern. (A Hohenzollernek és a magyar válság). Berlin, 1905. (Prof. Zeysig álnéven. E röpiratból kifolyólag királysértésért perbe fogták, de az esküdtszék fölmentette).
- Az Antillák világa (Verne.) Budapest, 1905.
- Evolúció vagy revolúció (K. B. jegy alatt.) Budapest, 1905.
- Új választások (K. B. jegy alatt.) Budapest, 1905.
- Panama tanulmányok. Budapest, 1906.
- Az ágy (Lavedan.) Budapest, 1907.
- A nemi élet erkölcstana (Forel.) Budapest, 1908.
- Dante A., A pokol (prózában fordítva.) Budapest, 1908.
- Grant kapitány csodálatos kalandjai. Budapest, Év n.
- Nobody rejtélyes bűnesetei (szerkeszti Z. Á.) Budapest, év n. (1–15. füzet.)
- Répacsősz (mese.) Budapest, év. n.
- A civilizáció története (Tolnai Világtörténelme X.) Budapest, év n.
- Rosamunda (operaszöveg.) Budapest, év n.
- Csengő bongó versikék. Budapest, év n.
- Dreyfus Alfréd. Öt év életemből. Budapest, év n.
- A kék hegyek kincse (Salgari Emilio.) Budapest, 1911.
- Az alaszkai aranyásók (Salgari.) Budapest, 1911.
- Az aranymezők királynője (Salgari.) Budapest, 1911.
- Cserna grófja az idegenek légiójában. Budapest, 1911.
- A liget tündére, Budapest, 1927.

A Tolnai világlexikona főmunkatársaként több tucat, nagy méretű – 8-40 hasáb terjedelmű – enciklopédia-szócikket is írt irodalmi és kulturális témákban, sőt olykor műszaki-technikai területen is: pl. adatgazdag és nagy terjedelmű a Dante-ről írott szócikke, de ilyen igényű az aviatika szócikke is.